# Kazimierz Pułaski (malarz)

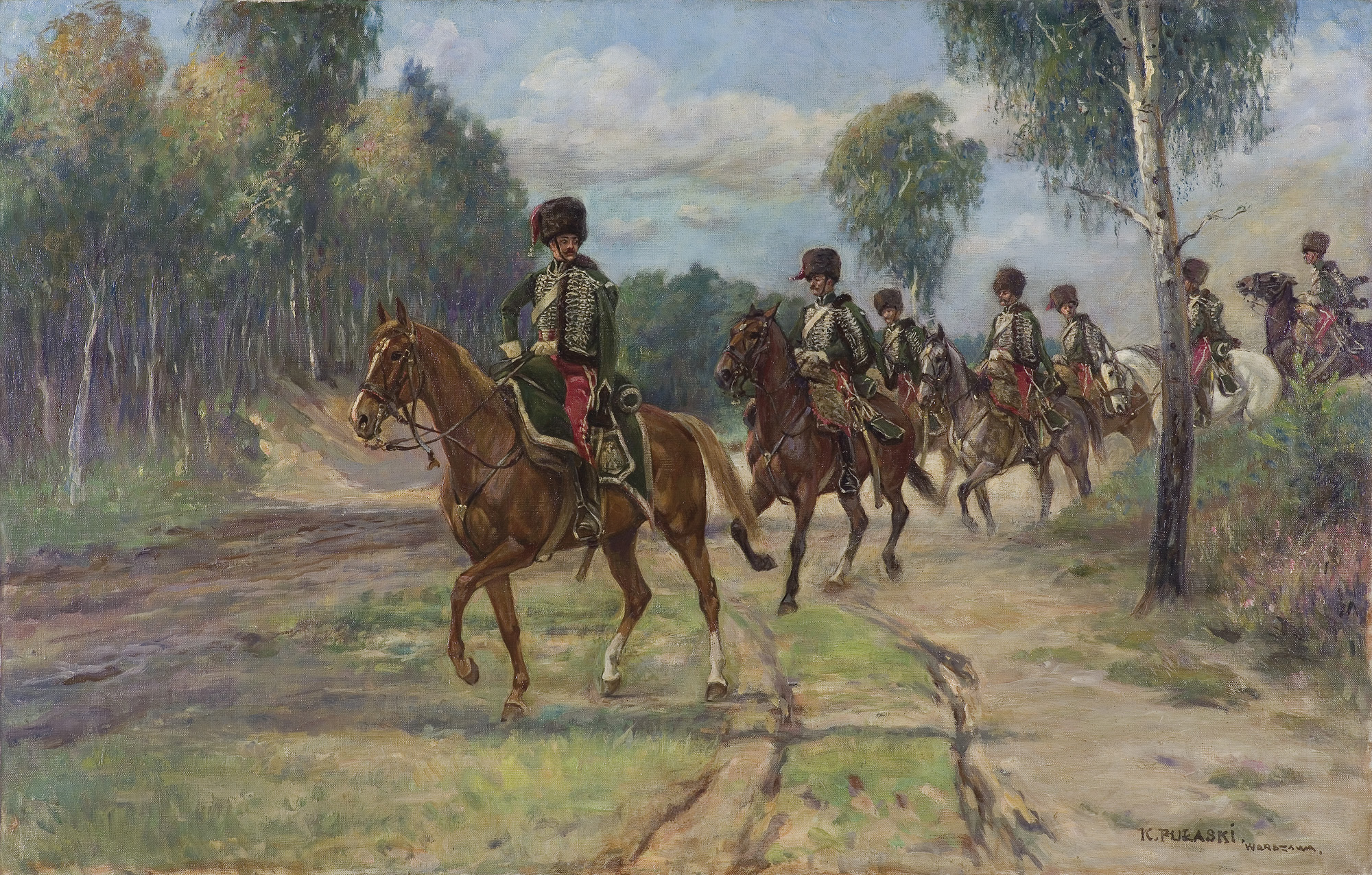
Oddział huzarów, kolekcja prywatna

Kazimierz Pułaski (ur. 6 grudnia 1861 w Siąszycach, zm. 14 stycznia 1947 w Krakowie) – polski malarz, przedstawiciel szkoły monachijskiej.

## Życiorys
Kazimierz Pułaski urodził się w Siąszycach 6 grudnia 1861 roku. Był ciotecznym bratem Wojciecha Kossaka. Będąc dzieckiem, jakiś czas mieszkał w dworku Kossaków w Krakowie. Studiował architekturę na Politechnice w Rydze. Służył w wojsku. Około 1889 roku rozpoczął studia malarskie na Akademii Sztuk Pięknych w Monachium, mieszkając i posiadając pracownię przy Heßstraße 37. Był przedstawicielem szkoły monachijskiej. W 1895 roku malarz wyjechał do Berlina, gdzie wraz z Wojciechem Kossakiem i Julianem Fałatem zaangażował się w prace przy Panoramie Berezyna. Razem z Kossakiem i Michałem Gorstkinem-Wywiórskim odbył podróż na Litwę, by zapoznać się z krajobrazami nad Berezyną. Pułaski pomagał Kossakowi, malując partie figuralne Panoramy. Dzieło ukończone zostało w 1896 roku.
W latach 1900–1901 Pułaski wraz Kossakiem i Wywiórskim malowali panoramę „Bitwa pod piramidami”. Asystując Kossakowi, Pułaski malował w latach 1919–1939 w Warszawie portrety na zamówienie, także ze zdjęć. W 1927 roku został członkiem Towarzystwa Zachęty Sztuk Pięknych. Pozostając pod wpływem Kossaka, malował sceny o tematyce wojennej i wojskowej, sceny myśliwskie, pejzaże, konie i portrety. W 1941 roku przeniósł się do Krakowa, gdzie zmarł 14 stycznia 1947 roku. Został pochowany na cmentarzu Rakowickim.
Prace Kazimierza Pułaskiego przechowują:
- Muzeum Narodowe w Warszawie[4]
- Muzeum Śląska Opolskiego w Opolu.